# Kanadyjska Agencja Kosmiczna
Kanadyjska Agencja Kosmiczna, ang. Canadian Space Agency (CSA), fr.  Agence spatiale canadienne (ASC) – rządowa instytucja odpowiedzialna za finansowanie, koordynowanie i nadzorowanie kanadyjskiego udziału w badaniach przestrzeni kosmicznej. Podlega ministerstwu przemysłu.
CSA jako instytucja odpowiedzialna za program badań kosmicznych powstała w 1989, ale sam program istniał dużo wcześniej, w zasadzie od 1962, kiedy to Kanada umieściła na orbicie Alouette 1 – pierwszego sztucznego satelitę niebędącego ani własnością USA, ani ZSRR. Szefem tej misji był John Herbert Chapman, którego imieniem nazwano siedzibę główną CSA, zbudowaną w 1992 w Longueuil w Quebecu. Agencja posiada również swe biura w Ottawie, trzy w USA i jedno w Paryżu.

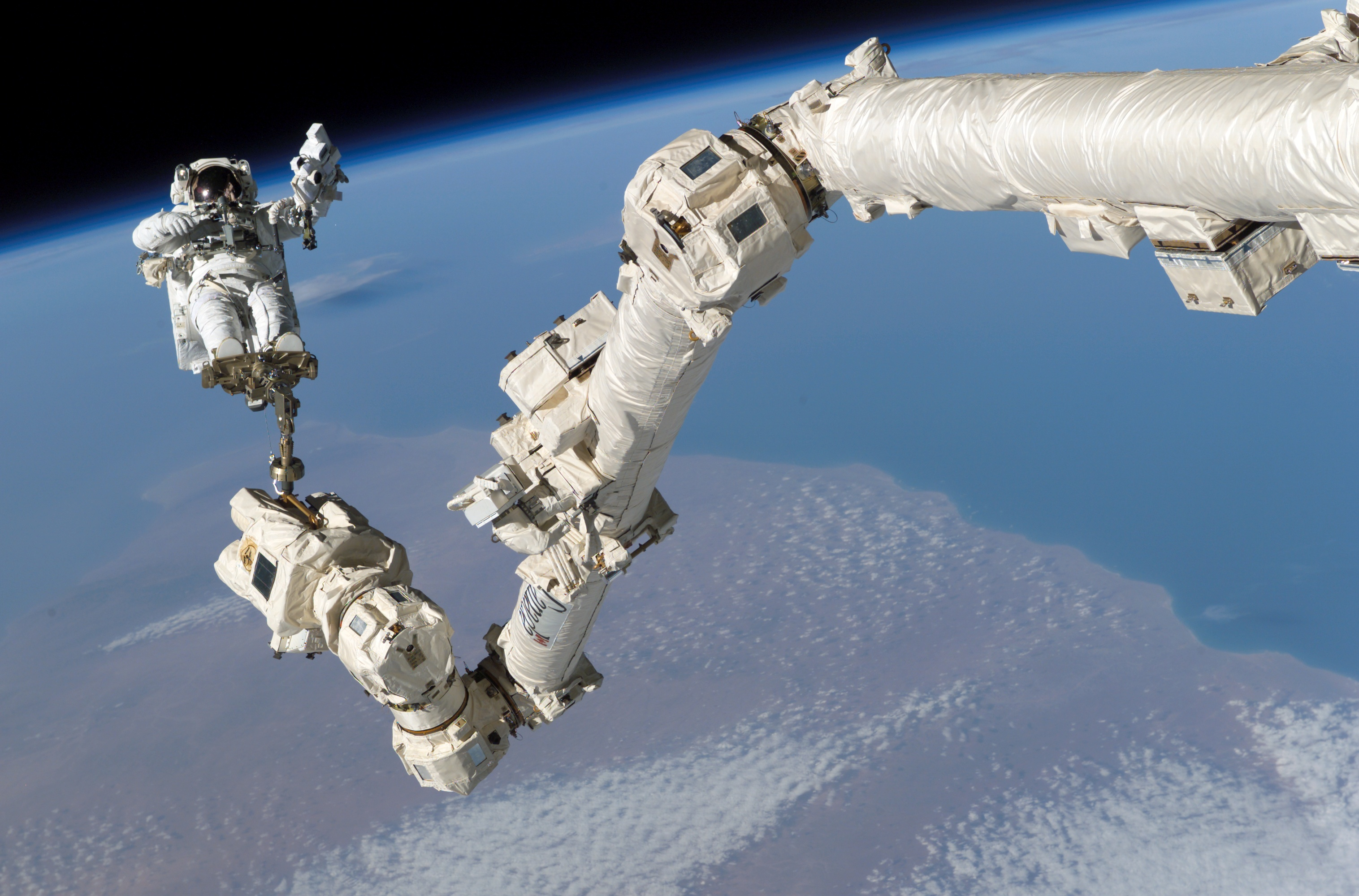
Astronauta Steve K. Robinson korzysta z manipulatora Canadarm2 Międzynarodowej Stacji Kosmicznej

Wystrzelenie w 1972 satelity Anik A1 uczyniło Kanadę pierwszym krajem na świecie, posiadającym ogólnokrajową sieć telekomunikacyjną w oparciu o rodzimego satelitę geostacjonarnego. Umożliwiło to transmisję rządowej telewizji CBC na dalekiej północy kraju. Obecnie wisi nad Ziemią kilkanaście czynnych kanadyjskich satelitów różnego typu i przeznaczenia.
CSA od lat ściśle współpracuje z NASA, ale również z Europejską Agencją Kosmiczną, co umożliwia firmom z Kanady udział w przetargach i realizacji kontraktów na europejskie programy kosmiczne. Kanadyjski wkład w eksplorację kosmosu to także nowoczesne przyrządy i technologie, znajdujące zastosowanie m.in. w Międzynarodowej Stacji Kosmicznej: manipulator Canadarm, mobilny system dźwigowy, którego częścią jest Canadarm, a także “oczy” manipulatora – system ASVS (Advanced Space Vision System).
Przestrzeń kosmiczną w różnych misjach odwiedziło dotąd 9 kanadyjskich astronautów. Pierwszym był Marc Garneau (1984), późniejszy szef CSA. W latach 2008–2013 szefem agencji był astronauta i fizyk Steven MacLean.